# Nathan Chyträus
Nathan Chyträus, eigentlich Nathan/Nathanael Kochhaff/Kochhafe, nach griechisch χύτρα chýtra „Kochtopf“ zu lateinisch Chytraeus gräzisiert und latinisiert (* 15. März 1543 in Menzingen; † 25. Februar 1598 in Bremen) war evangelischer Theologe, Dichter und Philologe. Er gilt als bedeutendster Dichter des norddeutschen Späthumanismus.

## Leben
Chyträus war der Sohn des dem evangelischen Bekenntnis zugetanen schwäbischen Pfarrers Matthäus Kochhafe aus Brackenheim und dessen Frau Barbara, geb. Nelberg. Nachdem die Familie wegen ihrer evangelischen Einstellung verfolgt worden war, fand sie in Menzingen Zuflucht, wo Nathan als jüngerer Bruder von David Chyträus geboren wurde. Mit zehn Jahren besuchte er in Straßburg die Lateinschule Johannes Sturms.
Ab 1555 immatrikulierte sich Nathan Chyträus in der Artistenfakultät der Universität Rostock, wo sein Bruder David, als ein Schüler Philipp Melanchthons, seit 1550 als Professor der Theologie lehrte. In Tübingen wurde Nathan Chyträus im Mai 1562 zum Bakkalaureat und gleichzeitig zum Magister der Künste promoviert. 1564 erhielt er von Herzog Ulrich von Mecklenburg-Güstrow den Ruf nach Rostock und die Professur für lateinische Sprache. Schon kurz danach gab er seine Professur zugunsten einer Studienreise auf, die ihn von Ostern 1565 bis Ende 1567 durch zahlreiche Länder Europas führte, und auf der er lateinische Inschriften aller Art sammelte. Nach seiner Rückkehr übernahm er die Professur für Poetik in Rostock. Als Dekan der Philosophischen Fakultät gründete Chyträus im Sommersemester 1569 eine Bibliothek, aus der die heutige Universitätsbibliothek Rostock hervorgegangen ist. 1578 wählte die Universität Rostock Nathan Chyträus für eine reguläre Amtszeit von einem Semester zum Rektor der Alma Mater. Zusätzlich übernahm er im Februar 1580 das Amt des Rektors der Rostocker Lateinschule, der heutigen Großen Stadtschule.
Da Chyträus mehrfach die Werke hugenottischer Autoren aus dem Französischen ins Deutsche übersetzte, wurde ihm in den konfessionellen Auseinandersetzungen ab 1590 Kryptocalvinismus unterstellt. Er musste 1592 Rostock verlassen und ging als Rektor der Lateinschule, des heutigen Alten Gymnasiums, nach Bremen.

## Werke

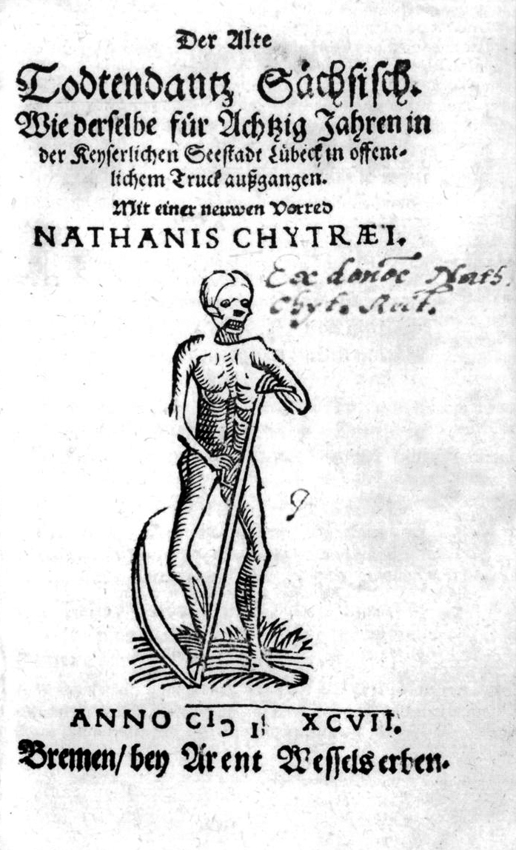
Titelblatt des 1597 veröffentlichten Werks Der Alte Todtendantz Sächsisch

Chyträus schuf neben neulateinischen Dramen wie Abraham (1595) und den Ludi litterarii (1580) eine Fülle von Gelegenheitsgedichten. Er gab eine eigene Ausgabe der Fabeln Äsops heraus (1571).
Als einer der ersten interessierte er sich für die Philologie des Niederdeutschen. 1582 erschien sein lateinisch-niederdeutsches Sachwörterbuch Nomenclator latinosaxonicus, das mehrfach neu aufgelegt wurde.
Mit der Publikation der mittelniederdeutschen Verse des Dodendantz der Lübecker Mohnkopfoffizin von 1520 betrat Chytraeus 1597 philologisches Neuland und schuf „wohl die älteste philologische Ausgabe eines niederdeutschen Textes“.
In seinem Todesjahr erschien seine deutsche Übersetzung des berühmten Il Galateo von Giovanni Della Casa.

## Ausgaben
Für eine komplette Übersicht siehe das Verzeichnis der im deutschen Sprachbereich erschienenen Drucke des 16. Jahrhunderts (VD 16).
- Poematum Nathanis Chytraei praeter sacra omnium libri septendecim. Rostock 1579. Digitalisat bei CAMENA
- Nomenclator latinosaxonicus Rostock 1582. Nachdruck, mit einem Vorwort von Gilbert de Smet, Hildesheim, New York: Olms 1974 (Documenta linguistica: Reihe 1, Wörterbücher d. 15. u. 16. Jahrhunderts) ISBN 3-487-05277-6
- Aemilius Probus, seu Cornelius Nepos, De Vita Excellenium Imperatorum. Sextus Aurelius Victor De viris Illustribus. In usum scholarum … Barth 1590
- Hundert Fabeln. Frankfurt 1591
- Christliche und richtige Glaubens bekendnus. (s. l.) 1592
- Fastorum ecclesiae Christianae libri duodecim. 1594 (Geschichte des Kirchenjahres)
- Carmina et epigrammata sacra. 1595
- Variorum in Europa itinerum deliciae. Herborn 1594 (Inschriftensammlung, mehr dazu)
- Io. Casae Galateus Das ist das Buechlein von erbarn hoeflichen und holdseligen Sitten, 1597. Nachdruck der Ausgabe Frankfurt 1607 (Deutsche Neudrucke: Reihe Barock; 34). Niemeyer, Tübingen 1984, ISBN 3-484-16034-9
- Der Alte Todtendantz Sächsisch. Wie derselbe für Achtzig Jahren in der Keyserlichen Seestadt Lübeck in öffentlichem Truck außgegangen. Mit einer neuwen Vorred Nathanis Chytræi. Arent Wessels Erben, Bremen 1597